# Bastoners de Gràcia

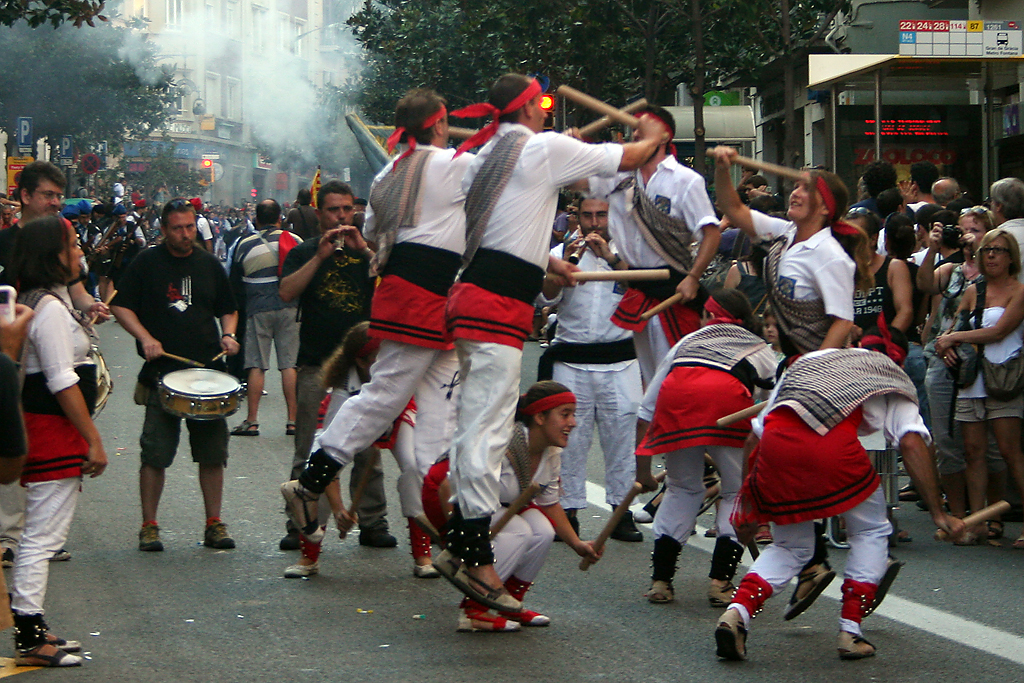
Actuació durant les Festes de Gràcia de 2011

Bastoners de Gràcia és una colla de ball de bastons situada al barri de la Vila de Gràcia, al Districte de Gràcia de Barcelona. El grup està molt lligat al Centre Artesà Tradicionarius on tenen la seva seu social i l'espai d'assaig. La colla fa actuacions en les celebracions de la festa major del barri, en què participen juntament amb els gegants, els diables i el drac. A més, han fet demostracions i actuacions per poblacions catalanes, algun any per les festes de la Mercè, en l'acte inaugural de la Copa del Món de Futbol de 1982 i en trobades nacionals de bastoners.
Els Bastoners de Gràcia porten una camisa amb l'escut de la Colla i pantalons blancs. També porten mocador vermell al cap i faldellí, també vermell, amb doble rivet negre. També duen un mocador encreuat de quadres, símbol de força. La faixa és negra o vermella simulant els cenyidors dels soldats i dels camalls a conjunt en pengen dotze cascavells; les espardenyes són vermelles o negres. Els bastons són circulars i fets de fusta d'alzina. Un dels dansaires porta també un banderí amb l'escut de la colla i l'aixeca per marcar el final del ball. Per poder actuar necessiten almenys 8 dansaires per ballar i la companyia d'un graller que musica els balls.

## Història
La colla actual es va constituir oficialment la tardor del 1981. Tanmateix, fonts històriques apunten a l'existència d'una colla de bastoners del sector tèxtil de la Vila ja al segle xix. La primera actuació dels Bastoners de Gràcia va ser el maig del 1982, durant una trobada de Cantaires Muntanyencs a Teià (Maresme). En aquell mateix any també feren la seva primera actuació a la Festa Major de Gràcia. La colla reneix a la Vila de la mà de Jordi Badal, altres graciencs i sitgetans que vivien a la vila.
Durant tots aquests anys ha anat construint un repertori de balls amb danses pròpies, creades a partir de tonades populars originàries de la tradició catalana, i algunes del País Basc. Durant els inicis, la colla, amb el suport del cap dansaire del ball de bastons de Moià, van crear dos coreografies noves amenitzades amb les cançons «La boja» i «El plegafems», que són típiques del Garraf; alhora incorporen també el «Ball de Moià». Dins del repertori hi té un lloc destacat el «Virolet», un ball recuperat del folklore gracienc, comú a moltes altres poblacions. Aquesta tonada acompanyada d'un ball propi esdevingué «El Virolet de Gràcia».